# Robert Liston (chirurgien)
Pour les articles homonymes, voir Liston et Robert Liston.
Robert Liston, né le 28 octobre 1794 à Ecclesmachan (en) et mort le 7 décembre 1847 à Londres, était un chirurgien écossais renommé pour ses compétences chirurgicales rapides et son taux de mortalité relativement bas dans une période où les anesthésiques n'étaient pas disponibles. Il est souvent mentionné pour ses opérations effectuées en moins de deux minutes, notamment ses amputations de membres.

## Biographie
Il est né dans le presbytère d'Ecclesmachan, fils de Margaret Ireland de Culross et de son mari, le révérend Henry Liston, un pasteur et inventeur d'Ecclesmachan, dans le West Lothian à l'ouest d'Édimbourg. Son grand-père – également nommé Robert Liston – était le modérateur de l'Assemblée générale de l'Église d'Écosse.

## Carrière
Après avoir reçu une éducation locale de son père ainsi qu'à l'école du village d'Abercorn, Liston étudia à l'École de Médecine d'Édimbourg à partir de 1808, et en 1810 devint l'assistant de son tuteur, le Dr John Barclay. 
En 1816, il se rendit à Londres pendant un an pour se former auprès de William Blizard. Il retourna à Édimbourg pour enseigner l'anatomie aux côtés de James Syme. À cette époque, il habitait au 95 Princes Street - une belle maison face au château d'Édimbourg. 
En 1820, il épousa la fille d'Adam Crawford, un marchand de vin de Leith. 
En 1818, il était devenu chirurgien résident à l'Hôpital Royal d'Édimbourg sous la direction du Dr George Bell. Cependant, il fut renvoyé en 1822 en raison de désaccords avec Bell et ne fut réintégré qu'en 1827. 
En 1828, il fut promu chirurgien opérateur. Il devint le premier "Anatomiste du Nord" du magazine Blackwell. 
En 1832/1833, il est répertorié comme résidant au 99 George Street, au centre de la Nouvelle Ville d'Édimbourg. 
En 1833, il postula pour la chaire d'anatomie d'Édimbourg mais fut battu par James Syme (de cinq ans son cadet) qui avait beaucoup plus d'aptitude pour l'enseignement. Liston quitta alors Édimbourg et déménagea à Londres.
Au cours des sept dernières années de sa vie, il vécut au 5 Clifford Street, près de Bond Street, à Mayfair, dans un bâtiment et une zone désormais d'importance historique, d'où la mention spécifique de cette adresse par Richard Gordon dans sa section sur Robert Liston.
Il fut élu membre de la Royal Society en 1841.

## Mort
Il mourut d'une rupture d'anévrisme aortique le 7 décembre 1847 dans sa maison de Mayfair, et ses funérailles eurent lieu à l'église St Michael's, à Highgate, six jours plus tard. Le cortège funèbre depuis son domicile se composait de cinq voitures de deuil et de quinze voitures privées. Dans les premières se trouvaient des membres de sa famille et ses collègues professeurs de médecine de l'University College, et dans les secondes se trouvaient des amis éminents des hautes sphères de la société. Près du cimetière, le cortège fut accueilli par quatre cents de ses anciens élèves, et par environ deux cents praticiens médicaux et autres. Il fut enterré du côté ouest du cimetière de Highgate dans les Catacombes de la Terrasse.

## Sa légende
L'héritage de Liston comprend à la fois ce qui a trouvé sa place dans la culture populaire et ce qui se trouve principalement au sein de la fraternité médicale et des disciplines connexes.
En 1837, il publia Practical Surgery, plaidant pour l'importance des interventions chirurgicales rapides: "Ces opérations doivent être entreprises avec détermination et menées rapidement".
L'image de Liston a été préservée sous forme de buste et de portrait. Après la mort de Liston, une réunion a été organisée par ses amis et admirateurs, qui "ont unanimement résolu d'établir un Témoignage public et durable à la mémoire de ce chirurgien distingué". 
Un comité d'environ 78 personnes a été formé, qui a résolu que le témoignage devrait consister en une statue en marbre à placer dans un lieu public désigné, et l'inauguration d'une médaille d'or, appelée "Médaille Liston", et est décernée annuellement, comme le décidera le Conseil de l'University College".

### Sa réputation
Richard Gordon décrit Liston comme "le chirurgien le plus rapide du quartier ouest. Il pouvait amputer une jambe en 2 minutes et demie." 
On dit de lui qu'il pouvait effectuer des opérations en quelques secondes seulement, à une époque où la vitesse était essentielle pour réduire la douleur et améliorer les chances de survie du patient.
Dans les Notes on Nursing de Florence Nightingale, elle déclare: "il existe de nombreuses interventions physiques où ceteris paribus (tout le reste étant égal), le danger est en proportion directe avec la durée de l'intervention ; et ceteris paribus, le succès de l'opérateur sera en proportion directe avec sa rapidité."

Gordon décrit ainsi une scène :
Il mesurait six pieds deux et opérait dans un manteau vert bouteille avec des bottes wellington. Il sautait sur les planches tachées de sang auprès de son patient affaibli, suant, attaché, tel un duelliste, en criant : 'Mesurez le temps messieurs, mesurez le temps !' aux étudiants se penchant avec leurs montres de poche depuis les galeries clôturées de fer. Tout le monde jurait que le premier éclair de son couteau était suivi si rapidement par le grincement de la scie sur l'os que la vue et le son semblaient simultanés. Pour libérer ses deux mains, il serrait le couteau ensanglanté entre ses dents.
La prose de Gordon va au-delà de la caricature. Il décrit comment le lien entre l'hygiène chirurgicale et l'infection iatrogène était mal compris à l'époque. Lors d'une allocution du Dr Oliver Wendell Holmes devant la Boston Society for Medical Improvement le 13 février 1843, ses suggestions d'amélioration de l'hygiène pour réduire les infections obstétricales et la mortalité due à la fièvre puerpérale "ont indigné les obstétriciens, en particulier à Philadelphie." À cette époque, "les chirurgiens opéraient en blouse raidie de sang - plus la blouse était raide, plus le chirurgien occupé était fier", "le pus était aussi indissociable de la chirurgie que le sang", et "la propreté était à côté de la pruderie". Il cite Sir Frederick Treves sur cette époque : "Il n'y avait aucun intérêt à être propre... En effet, la propreté était déplacée. Elle était considérée comme affectée et prétentieuse. Un bourreau pourrait tout aussi bien se faire une manucure avant de couper une tête." 
Le lien entre l'hygiène chirurgicale, l'infection et les taux de mortalité maternelle à l'hôpital général de Vienne n'a été établi qu'en 1847 par le médecin viennois Dr Ignaz Philipp Semmelweis de Hongrie, après le décès d'un proche collègue à lui. Il a mis en place les pratiques d'hygiène préconisées par Holmes, et le taux de mortalité a diminué.
Telle était l'époque dans laquelle vivait Liston. Gordon affirme que Liston était "un homme abrupt, abrasif, argumentatif, invariablement charitable envers les pauvres et tendre envers les malades, qui était vilainement impopulaire auprès de ses collègues chirurgiens de l'Infirmerie royale d'Édimbourg. Il prenait plaisir à opérer avec succès dans les taudis puants du Grassmarket et du Lawnmarket sur des patients qu'ils avaient renvoyés comme incurables. Ils ont conspiré pour l'empêcher d'accéder aux salles, l'ont banni vers le sud, où il est devenu professeur de chirurgie à l'hôpital universitaire de College et a fait fortune."
Dans les écrits sur Liston, il est dépeint comme un homme de caractère fort et d'éthique, ce qui était à l'origine de son style confrontant. Dans un cas, il a confronté un collègue médecin (Dr Robert Knox) sur le traitement d'une jeune femme (Mary Paterson) qui s'est avéré être plus tard assassinée (voir les meurtres de Burke et Hare), Knox étant soupçonné d'être complice du meurtre. Elle était dans les salles de dissection de Knox quatre heures après sa mort, et conservée dans du whisky pendant trois mois avant la dissection, pendant lesquels elle était essentiellement exposée de manière voyeuriste. La réponse de Liston est documentée dans une lettre de lui :
"Selon Liston, il a vu le corps de Mary Paterson dans les salles de Knox et a immédiatement soupçonné un crime. Il a renversé Knox après une altercation devant ses étudiants - Liston a supposé que certains étudiants avaient eu des relations sexuelles avec elle quand elle était en vie, et qu'ils devaient disséquer son corps offensait son sens de la décence. Il a retiré son corps pour l'enterrement."

### Les premières de Liston
Alors que les contributions novatrices de Liston sont rendues hommage dans la culture populaire telle que celle de Richard Gordon, elles sont mieux connues au sein de la fraternité médicale et des disciplines connexes.
Liston est devenu le premier professeur de chirurgie clinique à l'hôpital universitaire de College à Londres en 1835.
Il a réalisé la première opération publique utilisant une anesthésie moderne, l'éther, en Europe le 21 décembre 1846 à l'hôpital universitaire de College. Son commentaire à l'époque : "Cette ruse yankee bat la mesmérisation à plate couture", faisant référence aux expérimentations de William T. G. Morton avec l'éther comme anesthésique pour l'extraction des dents. Voir l'Histoire de l'anesthésie générale. Cela a eu un impact durable sur deux des étudiants de Liston : James Simpson, qui deviendrait un pionnier de l'utilisation du chloroforme comme anesthésique ; et Joseph Lister, qui a été un pionnier de la technique aseptique.
Il a inventé un sparadrap transparent en isinglass, des pinces bulldog (un type de pinces à artères verrouillantes) et une attelle de jambe utilisée pour stabiliser les luxations et fractures du fémur, encore utilisée aujourd'hui.

### Le cas le plus célèbre de Liston
Bien que le livre de Richard Gordon de 1983 rende hommage à d'autres aspects du caractère et de l'héritage de Liston, comme noté ailleurs dans cet article, c'est sa description de certains des cas les plus célèbres de Liston qui a principalement trouvé sa place dans ce que l'on sait de Liston dans la culture populaire. Gordon décrit ce qu'il appelle le cas le plus célèbre de Liston dans son livre, tel que cité textuellement ci-dessous.
Il a amputé la jambe en moins de 2 minutes et demie (le patient est décédé ensuite dans la salle d'hôpital de gangrène ; c'était habituel à l'époque pré-Listérienne). Il a également amputé les doigts de son jeune assistant (qui est décédé ensuite dans la salle d'hôpital de gangrène). Il a également tranché à travers les pans de la redingote d'un spectateur chirurgical distingué, qui était tellement terrifié que le couteau avait percé ses viscères qu'il a fait un malaise de peur (et a été découvert plus tard être décédé de choc).
Cet épisode a depuis été qualifié de seule chirurgie connue dans l'histoire avec un taux de mortalité de 300 %. La situation que Gordon qualifie de "cas le plus célèbre de Liston" a été décrite comme apocryphe. Aucune source primaire ne confirme que cette chirurgie ait jamais eu lieu.

## Publications by Liston
- Practical Surgery, with One Hundred and Twenty Engravings on Wood., London, John Churchill & Henry Renshaw, 1837 (lire en ligne) Full text at Internet Archive (archive.org)
- American edition, Practical Surgery, with Notes and Additional Illustrations by George W. Norris, one of the surgeons to the Pennsylvania Hospital., Philadelphia, James Crissey, 1838 (lire en ligne) Full text at Internet Archive (archive.org)
- Elements of Surgery., London, Longman, Orme, Brown, Green & Longmans, 1840, 2e éd. (lire en ligne) Full text at Internet Archive (archive.org)
- American edition (1842) from the 2nd London edition, Elements of Surgery., Philadelphia, Ed. Barrington & Geo D. Hasswell. Simultaneously published in: New York, by J. & H.G. Langley; Charlestone, S.C., by WM. H. Berrett; Richmond, V.A., by Smith, Drinker & Morris; Louisville, KY, by James Maxwell, Jr (lire en ligne) Full text at Internet Archive (archive.org)